# As the World Falls Down
Az As the World Falls Down az 1986-ban bemutatott Fantasztikus labirintus című film egyik betétdala. David Bowie írta és ő is adja elő a filmben Jareth szerepében. Ez a dal lett volna a filmzenealbum harmadik kislemeze az Underground és a Magic Dance után, és 1986 karácsonyára adták volna ki, végül azonban nem jelent meg.
A filmben a dal annál a jelenetnél hallható, ahol Jareth és Sarah (Jennifer Connelly) egy velencei karnevál stílusú bálon táncolnak egy hatalmas buborékban Sarah elvarázsolt álmában. A jelenetet többféleképpen értelmezték, van, aki szerint az illúzió Jareth kísérlete, hogy megszerettesse magát Sarah-val, mások szerint csak megpróbálja elcsábítani, hogy kifusson a 13 órányi időből, ami alatt meg kell mentenie az öccsét, Tobyt. Bowie így emlékezett vissza a dalra: „Jim Henson szeretett volna egy hangulatában régies stílusú dalt; szerintem ez lett a film legbájosabb, legnyugodtabb dallama.”
Az As the World Falls Down a hetedik dal a filmzenealbumon. 1986 végén kislemezen is meg akarták jelentetni, emiatt készült belőle egy rövidebb, 3:40 perces változat is, valamint egy videóklip, melyet Steve Barron rendezett. A kislemez azonban végül nem jelent meg – Bowie életrajzírója, Nicholas Pegg szerint az énekes talán úgy érezte, egy lágyabb, romantikus dal rontaná a hatást, amit közelgő, keményebb hangzású albumával, a Never Let Me Downnal kívánt elérni. A dal 3:40 perces verziója később bónuszszámként felkerült a Tonight című Bowie-album új kiadására 1995-ben, a videóklip pedig megjelent a Bowie – The Video Collection kiadványon (1993) és a Best of Bowie DVD-változatán (2002).
A dalt feldolgozta Ce Ce Zen a Spiders from Venus: Indie Women Artists and Female-Fronted Bands Cover David Bowie című albumán (2003) és Flutter a .2 Contamination: A Tribute to David Bowie albumon (2006).